# Olivier Pettit
Cet article possède un paronyme, voir Olivier Petit.
 (décembre 2015).
Si vous disposez d'ouvrages ou d'articles de référence ou si vous connaissez des sites web de qualité traitant du thème abordé ici, merci de compléter l'article en donnant les références utiles à sa vérifiabilité et en les liant à la section « Notes et références ».
Olivier Pettit, né le 16 décembre 1918 à Paris (XIVe), et mort le 18 décembre 1979 à Draguignan, est un sculpteur et céramiste français.

## Biographie
- Si vous ne connaissez pas le sujet, laissez ce bandeau (vous pouvez alors contacter les auteurs).
- Si vous supprimez le contenu mis en cause (vous pouvez préalablement contacter les auteurs),

argumentez précisément cette suppression dans la page de discussion
(un manque de référence n'est pas un argument ; une recherche réelle de référence doit avoir été effectuée, être formellement documentée).
Fils d'André Pettit, conseiller commercial de mission diplomatique, et de Marguerite Boudreaux, descendant par son père du pédagogue Ambroise Rendu, Olivier Pettit entre en 1939 à l'atelier du sculpteur Henri Bouchard aux Beaux-Arts de Paris, qu'il interrompt en 1942, durant la Seconde Guerre mondiale pour s'engager dans la Marine où il sert sur le torpilleur L'Ajaccienne puis, après la bataille de Mers el-Kébir, il devient officier de réserve et rejoint les Forces françaises libres. Il réalise des missions spéciales en Espagne pour le Deuxième Bureau. Pendant ses permissions, il continue le dessin et la sculpture et fait, à Madrid, la connaissance de sa future femme, Carmen Almagro Palatin, qu'il retournera épouser à Madrid après la guerre.
Le couple rentre en France et s'installe chez les parents d'Olivier Pettit au no 10 rue de l'Odéon à Paris. Ils auront trois enfants nés entre 1946 et 1957 : Françoise, Jean-Manuel et Véronique. Il reprend ses études à l'École nationale supérieure des beaux-arts de Paris en 1945 et les termine en 1952 à l'atelier d' Alfred Janniot en obtenant le 1er second prix de Rome de sculpture, pour Cérès. Parallèlement, il se tourne vers la céramique en autodidacte.
Il bénéficie d'un séjour à la Casa de Velázquez à Madrid de 1953 à 1954.
De retour d'Espagne, le couple s'installe au no 40 rue Hallé à Paris. Il vit et travaille se consacrant à la sculpture, la céramique et le grès. Dans les années 1950, il fait plusieurs séjours à Vallauris où il fait connaître son travail de céramiste. Il réalise également des sculptures architecturales et des décorations monumentales. Dans cette période, il entretient des relations amicales avec le céramiste Jacques Blin dont l'atelier était situé villa Hallé.
En 1968, il s'installe dans le Var et continue à travailler jusqu'à la fin de sa vie dans une maison-atelier située en pleine campagne, près de Flayosc. Il vend ses céramiques dans plusieurs boutiques à Paris, rue des Écoles et boulevard Malesherbes, à Vallauris chez ses amis Capron, à Bormes-les-Mimosas chez Robert Chiazzo, pour ne prendre que quelques exemples. Sa vie durant, il développe deux lignes de céramique : l'une en argile émaillé décoré à main levée avec des motifs d'animaux, de fleurs et de tauromachie, l'autre en grès, avec ou sans motif.
Il signe ses œuvres, à la main, de ses initiales : un « P » traversant verticalement un « O », ou simplement de son nom inscrit la plupart du temps en lettres capitales.
Il meurt le 18 décembre 1979 et repose au cimetière nord de Melun.

## Œuvres dans les collections publiques
- Paris, ministère de l'Économie et des Finances : panneaux décoratifs.

## Récompenses
- Second prix de Rome de sculpture en 1952.
- Médaille d’argent à l’Exposition internationale de céramique à Cannes en 1956.
- Médaille d’argent à l’Exposition française de céramique.